# Melanolophia sadrinaria
Melanolophia sadrinaria là một loài bướm đêm trong họ Geometridae.